# 3 dev adam
3 dev adam, auch bekannt unter dem Titel 3 Mighty Men, ist ein türkischer
Fantasy-/Actionfilm aus dem Jahre 1973. Der Film zeigt den Superhelden Spider-Man in der Rolle eines Bösewichts und wurde ohne Genehmigung durch den Rechteinhaber Marvel Comics gedreht.

## Handlung
Spider-Man terrorisiert Istanbul, indem er Kunstwerke stiehlt und deren Eigentümer brutal ermordet. Da die türkische Polizei dem Übeltäter nicht beizukommen vermag, bittet sie zwei Superhelden um Unterstützung: Captain America und den mexikanischen Wunder-Wrestler Santo. Gemeinsam gelingt es den beiden Helden, den bösartigen Spider-Man nach einer Unzahl von Prügeleien zur Strecke zu bringen.

## Bedeutung
Wie viele billig produzierte türkische B-Filme der 1970er- und 1980er-Jahre geht auch 3 dev adam sehr frei mit urheberrechtlich geschützten Inhalten um. Für keinen der drei dargestellten Superhelden-Charaktere besaß die Produktionsfirma Genehmigungen oder Lizenzen der Rechteinhaber. Angesichts des merkwürdigen Umgangs mit den Figuren erscheint es auch fraglich, ob die Verwendung der Figuren je gestattet worden wäre: So wurde Spider-Man zu einem gefährlichen Gewaltverbrecher, der brutal und grundlos mordet (noch vor dem Vorspann lässt er eine bis zum Kopf in Sand eingegrabene Frau mittels eines Propellers zerfetzen, ohne dass der Zuschauer je den Anlass dafür erfährt). Captain America und Santo tragen ihre Superhelden-Kostüme nur gelegentlich und verbringen die meiste Zeit der Handlung unmaskiert; über erkennbare Superkräfte verfügen sie nicht. Ihre einzige herausragende Fähigkeit besteht im erfolgreichen Bestreiten chaotischer Prügeleien.
Chaotisch und konfus ist auch die gesamte Inszenierung des Films, wodurch es streckenweise schwerfällt, zu erkennen, wer was warum tut. Hinzu kommt eine allgegenwärtige extreme Billigkeit (ein vorgeblich eleganter Istanbuler Nachtclub wird etwa von drei eher uneleganten Tischen, einem Regal voller Flaschen und einer Hobbykeller-Bar symbolisch repräsentiert).
Erwähnenswert ist auch, dass die Filmmusik offenbar ausnahmslos aus anderen Filmen, unter anderem der James-Bond-Serie, entnommen wurde.

## Kritik
„‚3 Mighty Men‘ ist Trash pur. Nicht eine Filmminute dürfte wirklich Ernst zu nehmen sein; jede einzelne Szene ist in ihrer einfältigen Infantilität ein Fest für diejenigen, die an einem wirklich, wirklich schlechten Film noch Spaß haben können.“